# Body Cam (film)
Body Cam è un film  del 2020 diretto da Malik Vitthal.
Pellicola poliziesca e horror sceneggiata da Nicholas McCarthy e Richmond Riedel. Il film vede la cantante e attrice Mary J. Blige nel ruolo della protagonista Renee Lomito-Smith.

## Trama
Mentre l'opinione pubblica è scossa dall'assoluzione di un poliziotto che ha sparato a un uomo di colore, il poliziotto Kevin viene brutalmente assassinato dopo aver fermato un mezzo senza targa guidato da una donna nera. In quegli stessi giorni, l'agente Renee Lomito è stata reintrodotta in servizio dopo una sospensione dovuta ad un'aggressione a un civile: la donna ha inoltre perso da poco il suo unico figlio, ed è ancora scossa dall'accaduto. Le viene affiancata una giovane recluta, il poliziotto Danny Holledge, affinché sia il suo nuovo partner. I due sono i primi ad imbattersi nel cadavere di Kevin: Renee visiona il video girato dalla sua telecamera di bordo, tuttavia la scheda si brucia e nessun altro agente riesce a vederlo. Renee, che era molto legata a Kevin, ritrova sulla scena del delitto un effetto personale dell'infermiera Taneesha Branz e inizia a indagare su di lei: l'abitazione della donna appare disabitata, tuttavia al suo interno si manifesta una forza sovrannaturale senza che la poliziotta se ne accorga. Renee scopre che il figlio di Branz è stato assassinato in una sparatoria.
Quella stessa sera, Branz si reca presso un negozio notturno: lei e il proprietario vengono aggrediti da due balordi e dopo poco tempo vengono raggiunti da due poliziotti. Ne nasce una colluttazione con armi di fuoco a cui prende parte anche una creatura sovrannaturale, la quale uccide tutti i presenti tranne Branz: Renee e Danny sono nuovamente i primi ad arrivare sul posto. A questo punto la colpa degli omicidi viene scaricata completamente sui due balordi e nessuno sembra volere che Renee indaghi ancora su Teneesha Branz. Ciononostante, la donna continua a seguire la sua pista: scopre dunque che il mezzo guidato da Branz è di proprietà del pastore locale, il quale le rivela a Renee che il figlio di Branz era un ragazzo sordo ma estremamente intelligente. La poliziotta riesce a scoprire il luogo in cui la donna dimora attualmente. Qui scopre che qualcosa di strano lega Branz ad alcuni suoi colleghi. Lomito avvisa Danny, ma l'uomo reagisce suicidandosi e lasciandole un filmato della propria telecamera di bordo da visionare.
Tramite il filmato, Renee scopre che Kevin, Danny e un poliziotto ancora in vita (Dario) hanno sparato al figlio di Branz perché lo credevano armato: il ragazzo non poteva sentire i loro avvertimenti perché sordo, e così Dario ha pensato di finirlo prima che il caso diventasse di dominio pubblico. Renee prova ad avvisare il sergente, ma l'uomo la raggiunge insieme allo stesso Dario: i due provano ad estorcerle la prova con la forza, ma vengono interrotti proprio da Branz. La donna è in realtà accompagnata da una forza sovrannaturale generata dalla volontà di suo figlio di continuare a proteggerla: tale forza causa la morte anche di Dario ma non attacca Renee, avendo compreso come la poliziotta sia dalla parte di sua madre. Mentre Branz viene portata via dall'ambulanza, Renee vede i fantasmi di suo figlio e di quello della donna che la osservano. Nei mesi successivi il sergente viene condannato per la complicità nel delitto del ragazzo.

## Produzione
La sceneggiatura di Body Cam è stata scritta inizialmente dal solo Riedel, per poi essere parzialmente riscritta da McCharty. Le scelte relative a regia, distribuzione e cast sono state rese note nel 2018. Per la produzione del film è stato investito un budget di 9,6 milioni di dollari.

## Distribuzione
Il film avrebbe dovuto essere distribuito nel 2019 tuttavia, in seguito ad alcuni posticipi, è stato pubblicato esclusivamente per le piattaforme on demand a partire dal maggio 2020.

## Accoglienza

### Incassi
Sulla piattaforma statunitense Spectrum, Body Cam è risultato l'ottavo film più noleggiato della settimana nei 7 giorni immediatamente successivi alla sua pubblicazione.

### Critica
Sull'aggregatore Rotten Tomatoes il film riceve il 44% delle recensioni professionali positive con un voto medio di 5,01 su 10 basato su 25 critiche, mentre su Metacritic ottiene un punteggio di 37 su 100 basato su 5 critiche.